# Letanías lauretanas

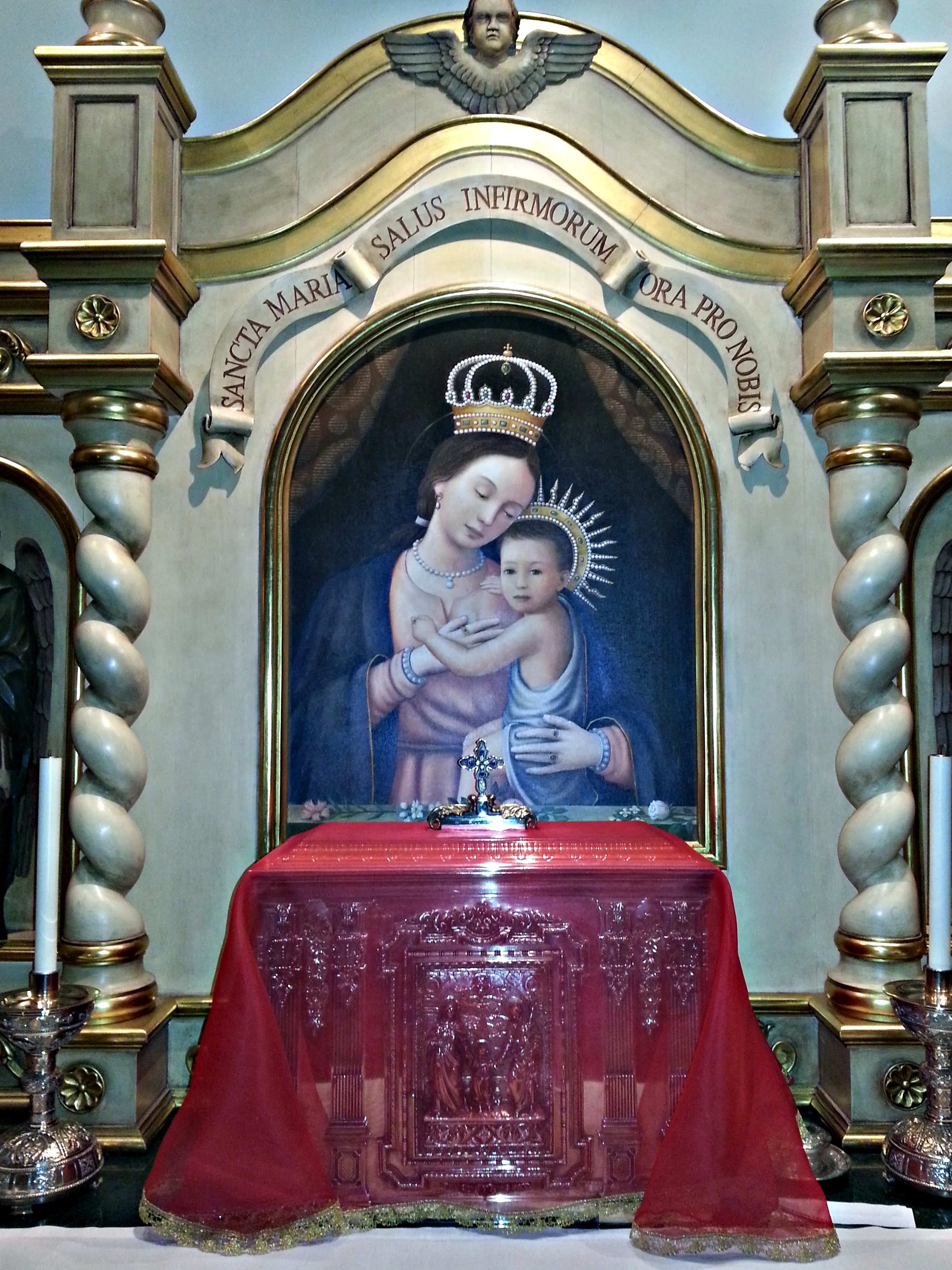
Santa María, salud de los enfermos, uno de los títulos marianos contenidos en las letanías lauretanas. Imagen ubicada en el oratorio del Hospital Universitario Austral en Pilar, Argentina.

Las letanías lauretanas (o, letanía de la Virgen o de Loreto) son las letanías más difundidas como forma de veneración y de súplica a María, madre de Jesús de Nazaret. Etimológicamente la palabra letanía proviene del vocablo griego litanéia que significa súplica, rogativa u oración de súplica.
Las letanías a los santos se originaron en el siglo VII, y las relativas a María se multiplicaron progresivamente en distintas Iglesias cristianas. El decreto Quoniam multi (1601) del papa Clemente VIII aprobó específicamente las letanías lauretanas, ya testimoniadas por un manuscrito del siglo XII, y que deben su nombre a la advocación de la Virgen de Loreto, cuyo santuario constituyó el ámbito en que se desarrollaron.

## Historia
Los orígenes de las letanías se remontan a los primeros siglos de la cristiandad. Las letanías eran súplicas dialogadas entre los sacerdotes y los fieles, y se rezaban sobre todo en las procesiones. Aunque al principio eran dirigidas sólo a Dios (en súplicas) se añadieron con el tiempo invocaciones a santos y sobre todo a la Virgen María (en intercesiones) usadas a partir del siglo VII.
En la liturgia oriental se usaron desde el siglo III. La composición de letanías marianas siguió la línea de las generales y de las de los santos. En estas se invocaba a María de tres modos: Sancta María, Sancta Dei Genetrix y Sancta Virgo Virginum. A lo cual siguió una serie de reflexiones y elogios de los santos padres orientales que constituyen el germen de las futuras letanías marianas.
El germen halló ambiente en la popularidad del Oficio de la Virgen Santísima que se cantaba en algunos monasterios. Este "Oficio" no era fijo y tenía variaciones según la orden religiosa que lo cantaba; estas variaciones fueron abolidas por Pío V cuando estableció el "Oficio Parvo de la Virgen" reformado. Lo cierto es que entre las variantes que existían había ciertas letanías que se parecían a las futuras Lauretanas.
Las más antiguas letanías a María propiamente dichas se encuentran en un códice de Maguncia del siglo XII titulado: «Letania de Domina Nostra Dei genenetrice Virgine Maria. Ora valde bona, cotidie pro quacumque tribulatione dicenda est», con alabanzas largas y en cada verso repitiendo el «Sancta Maria».
Las letanías marianas empezaron a multiplicarse en el siglo XV y XVI. Por el año 1500 fueron creadas una serie de letanías en el santuario de Loreto, Italia. Hacia 1575 surgen unas nuevas letanías lauretanas conocidas como "modernas" con alabanzas puramente bíblicas, que se hicieron tan populares que las primeras versiones fueron pasadas a segundo plano. Sixto V las aprobó en 1587 e incluso les dio indulgencias. Hacia el siglo XVII la situación se hizo exagerada, en Loreto se tenía una letanía para cada día de la semana y no era el único caso. En 1601, con el decreto Quoniuam multi del 6 de septiembre, el papa Clemente VIII prohibió todas las letanías que existían con excepción de las incluidas en el Misal y el Breviario y también las del santuario de Loreto, aquellas letanías ya eran llamadas como lauretanas. Paulo V, en 1603, ordenó que se cantasen en la basílica romana de Santa María la Mayor en festividades de la Virgen María. Los dominicos, en 1615 ordenaron que se recitasen en todos sus conventos después de sus oraciones de los sábados.
Con el tiempo se han ido añadiendo más títulos a ellas, como:
- Auxilio de los cristianos, incluida por Pío V por la intercesión de la Virgen en la Batalla de Lepanto, en 1587 el papa Sixto V lo aprobó con un decreto papal.
- Reina de Polonia incluida en 1656, solo en Polonia.
- Madre inmaculada, incluida por Clemente XIII a petición de Carlos III de España, para los dominios hispánicos el 12 de septiembre de 1767.
- Reina concebida sin pecado original, incluida por Pío IX en 1854, tras la proclamación del dogma de la Inmaculada Concepción.
- Reina del Santo Rosario, incluida por León XIII en recuerdo de la Virgen del Rosario en 1883.[4]
- Madre del Buen Consejo, incluida por León XIII en homenaje al santuario de Genazzano en 1903.
- Reina de la paz, incluida por Benedicto XV durante la I Guerra Mundial.
- Reina asunta al cielo, incluida por Pío XII en 1951, tras la proclamación del dogma de la Asunción de María.
- Madre de la Iglesia, incluida por Pablo VI en 1965 a la conclusión del Concilio Vaticano II.
- Madre de la Misericordia, incluida por Juan Pablo II, esta letanía ha estado colocada después de Madre del Salvador, sin embargo ha sido reubicada por Francisco (papa)
- Reina de la Familia, entendiendo la familia como institución, incluida en 1995 por Juan Pablo II.
- Madre de la Misericordia, Madre de la Esperanza y Consuelo de los Migrantes, incluida por Francisco (papa) el 20 de junio de 2020, a través de la carta del Cardenal Robert Sarah a los presidentes de las conferencias episcopales[5]

## Letanías lauretanas en la Iglesia católica
En el "Directorio sobre la piedad popular y la liturgia. Principios y orientaciones" elaborado por la Congregación para el Culto Divino y la Disciplina de los Sacramentos de la Santa Sede en el año 2002 se define las letanías así:

Entre las formas de oración a la Virgen, recomendadas por el Magisterio, están las letanías. Consisten en una prolongada serie de invocaciones dirigidas a la Virgen, que, al sucederse una a otra de manera uniforme, crean un flujo de oración caracterizado por una insistente alabanza-súplica. (...)
En los libros litúrgicos del Rito Romano hay dos formularios de letanías: Las letanías lauretanas, por las que los Romanos Pontífices han mostrado siempre su estima; las letanías para el rito de coronación de una imagen de la Virgen María, que en algunas ocasiones pueden constituir una alternativa válida al formulario lauretano.

Recomendando un uso moderado:

No sería útil, desde el punto de vista pastoral, una proliferación de formularios de letanías; por otra parte, una limitación excesiva no tendría suficientemente en cuenta las riquezas de algunas Iglesias locales o familias religiosas. Por ello, la Congregación para el Culto Divino ha exhortado a "tomar en consideración otros formularios antiguos o nuevos en uso en las Iglesias locales o Institutos religiosos, que resulten notables por su solidez estructural y la belleza de sus invocaciones".

León XIII recomendó concluir durante el mes de octubre (mes del Rosario) la recitación del Rosario con el canto de las letanías lauretanas, con ello se pensó que las letanías eran parte del rezo del Rosario, cuando en realidad son un acto de culto por sí mismas y pueden ser usadas para rendir un homenaje a la Virgen sea en una procesión (como en su uso primitivo) o como parte de la misa.

### Letanías y Vaticano II

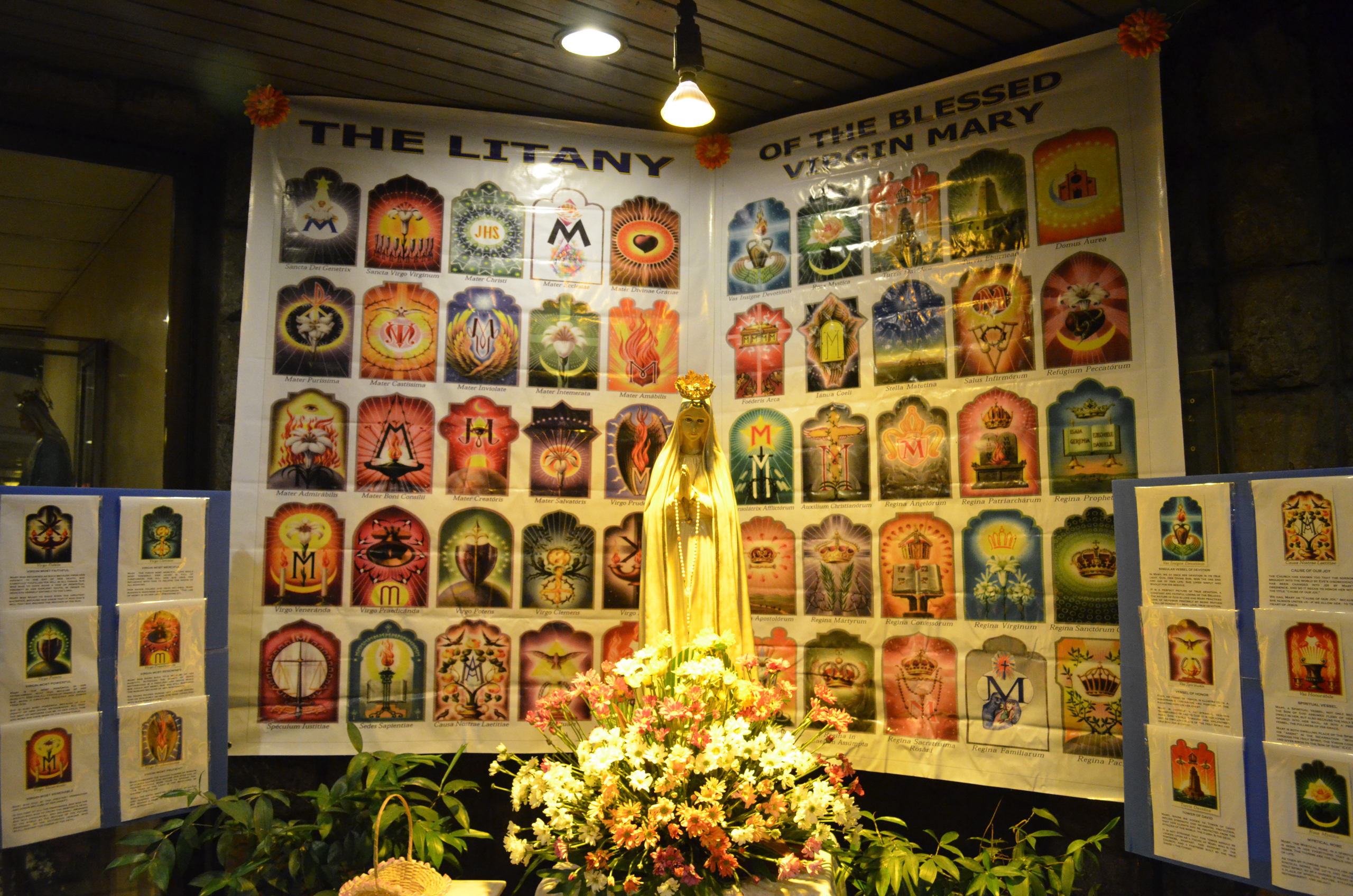
Letanías de la Bienaventurada Virgen María, en el santuario de Nuestra Señora de la Paz, en la Avenida Epifanio de los Santos (EDSA) de Manila, Filipinas.

En la Iglesia católica, después del Concilio Vaticano II surgieron letanías que reflexionaban en torno a los documentos sobre María como la Lumen Gentium o la Marialis Cultus. Un claro ejemplo es el libro publicado en 1981 llamado: "Rito de Coronación de las imágenes de la Virgen María" que propone letanías donde los términos "Señora" y "Reina" abundan, dada la liturgia de tono glorioso donde se recitan. El formato propuesto por la Santa Sede es el siguiente:
LETANÍAS LAURETANAS  en  Castellano

Señor, ten piedad.
Cristo, ten piedad.
Señor, ten piedad.
Cristo, óyenos.
Cristo, escúchanos.
Dios Padre celestial,
ten misericordia de nosotros.
Dios Hijo, Redentor del mundo,
Dios Espíritu Santo,
Santísima Trinidad, un solo Dios.
Santa María, 
ruega por nosotros
Santa Madre de Dios,
Santa Virgen de las vírgenes,
Madre de Cristo,
Madre de la Iglesia,
Madre de la misericordia,
Madre de la divina gracia,
Madre de la Esperanza,
Madre purísima,
Madre castísima,
Madre siempre virgen,
Madre inmaculada,
Madre amable,
Madre admirable,
Madre del buen consejo,
Madre del Creador,
Madre del Salvador,
Virgen prudentísima,
Virgen digna de veneración,
Virgen digna de alabanza,
Virgen poderosa,
Virgen clemente,
Virgen fiel,
Espejo de justicia,
Trono de sabiduría,
Causa de nuestra alegría,
Vaso espiritual,
Vaso de honor,
Vaso insigne de devoción,
Rosa mística,
Torre de David,
Torre de marfil,
Casa de oro,
Arca de la Alianza,
Puerta del Cielo,
Estrella de la mañana,
Salud de los enfermos,
Refugio de los pecadores,
Consuelo de los migrantes,
Consuelo de los afligidos,
Auxilio de los cristianos,
Reina de los ángeles,
Reina de los patriarcas,
Reina de los profetas,
Reina de los apóstoles,
Reina de los mártires,
Reina de los confesores,
Reina de las vírgenes,
Reina de todos los santos,
Reina concebida sin pecado original,
Reina asunta al cielo,
Reina del Santo Rosario,
Reina de la familia,
Reina de la paz.
Cordero de Dios, que quitas el pecado del mundo,
perdónanos, Señor.
Cordero de Dios, que quitas el pecado del mundo,
escúchanos, Señor.
Cordero de Dios, que quitas el pecado del mundo,
ten misericordia de nosotros.
Ruega por nosotros, Santa Madre de Dios,
para que seamos dignos de las promesas de Nuestro Señor Jesucristo.
Oración
Te rogamos nos concedas,
Señor Dios nuestro,
gozar de continua salud de alma y cuerpo,
y por la gloriosa intercesión
de la bienaventurada siempre Virgen María,
vernos libres de las tristezas de la vida presente
y disfrutar de las alegrías eternas.
Por Cristo nuestro Señor. 
Amén.

Otra oración (correspondiente al Ángelus):

Te suplicamos, Señor, que derrames tu gracia en nuestras almas para que los que, por el anuncio del Ángel, hemos conocido la Encarnación de tu Hijo Jesucristo, por su Pasión y Cruz, seamos llevados a la gloria de su Resurrección. Por el mismo Jesucristo nuestro Señor.
Amén.

LETANÍAS LAURETANAS  en  latín

Kyrie, eléison.
Christe, eléison.
Kyrie, eléison.
Christe, áudi nos.
Christe, exáudi nos.
Pater de cælis, Deus, 
miserére nobis.
Fili, Redémptor mundi, Deus,
Spíritus Sancte, Deus,
Sancta Trínitas, unus Deus,
Sancta María. 
Ora pro nobis.
Sancta Dei Génetrix.
Sancta Virgo vírginum.
Mater Christi.
Mater Ecclésiæ.
Mater Misericordiae.
Mater divínæ grátiæ.
Mater Spei.
Mater puríssima.
Mater castíssima.
Mater invioláta.
Mater intemeráta.
Mater immaculáta.
Mater amábilis.
Mater admirábilis.
Mater boni consílii.
Mater Creatóris.
Mater Salvatóris.
Virgo prudentíssima.
Virgo veneranda.
Virgo prædicánda.
Virgo potens.
Virgo clemens.
Virgo fidélis.
Speculum iustitiæ.
Sedes sapiéntiæ.
Causa nostræ laetítiæ.
Vas spirituále.
Vas honorábile.
Vas insígne devotiónis.
Rosa mystica.
Turris davídica.
Turris ebúrnea.
Domus áurea.
Foederis arca.
Iánua cæli.
Stella matutína.
Salus infirmórum.
Refúgium peccatórum.
Solacium migrantium.
Consolátrix afflictórum.
Auxílium christianórum.
Regína angelórum.
Regína patriarchárum.
Regína prophetárum
Regína apostolórum.
Regína mártyrum.
Regína confessórum.
Regína vírginum.
Regína sanctórum ómnium.
Regína sine labe originali concépta.
Regína in cælum assúmpta.
Regína sacratíssimi rosárii.
Regína famíliæ.
Regína pacis.
Agnus Dei, qui tollis peccáta mundi. 
Parce nobis, Dómine.
Agnus Dei, qui tollis peccáta mundi. 
Exáudi nos, Dómine.
Agnus Dei, qui tollis peccáta mundi. 
Miserére nobis.

V. Ora pro nobis Sancta Dei Génetrix.
R. Ut digni efficiámur promissiónibus Christi.
Oremus:
Concede nos fámulos tuos, quaesumus, Dómine Deus, perpetua mentis et córporis sanitate gaudére: et, gloriósa beatae Mariae sémper Vírginis intercessione, a praesénti liberári tristitia, et aeterna perfrui laetitia. Per Christum Dóminum nostrum. Amen.

Sub tuum præsídium (Oración mariana más antigua):
Sub tuum præsídium confúgimus, Sancta Dei Génetrix: nostras deprecatiónes ne despícias in necessitátibus,
sed a perículis cunctis líbera nos semper,
 Virgo gloriósa et benedícta.
Amen.

## Indulgencia
El Enchiridion Indulgentiarum de 2004 concede la indulgencia parcial a los fieles de Cristo que rezan piadosamente las Letanías.